# Wiktor Rybakow
Wiktor Grigorjewicz Rybakow (ros. Виктор Григорьевич Рыбаков, ur. 28 maja 1956 w Magadanie) – radziecki bokser, dwukrotny medalista igrzysk olimpijskich i trzykrotny mistrz Europy.
Zdobył złoty medal w kategorii muszej (do 51 kg) na mistrzostwach Europy juniorów w 1974 w Kijowie. Zwyciężył w wadze koguciej (do 54 kg) na mistrzostwach Europy w 1975 w Katowicach, gdzie w pierwszej walce pokonał przez nokaut w 1. rundzie obrońcę tytułu Aldo Cosentino z Francji, następnie wygrał dwie kolejne walki, a w finale zwyciężył Caczo Andrejkowskiego z Bułgarii. Na igrzyskach olimpijskich w 1976 w Montrealuu zdobył brązowy medal w wadze koguciej. Po wygraniu dwóch walk (w tym ze Stefanem Försterem z NRD) uległ w półfinale Charlesowi Mooney’owi ze Stanów Zjednoczonych.
Zdobył brązowy medal w wadze piórkowej (do 57 kg) na mistrzostwach Europy w 1977 w Halle. Pokonał m.in. Bratislava Risticia z Jugosławii w eliminacjach, a w półfinale przegrał z Richardem Nowakowskim z NRD. Na mistrzostwach świata w 1978 w Belgradzie wygrał z Caczo Andrejkowskim, ale w ćwierćfinale zwyciężył go Bratislav Ristić.
Zwyciężył w wadze piórkowej na mistrzostwach Europy w 1979 w Kolonii, gdzie w ćwierćfinale pokonał Rudiego Finka z NRD, w półfinale Kazimierza Przybylskiego, a w finale Caczo Andrejkowskiego. Ponownie zdobył brązowy medal na igrzyskach olimpijskich w 1980 w Moskwie, tym razem w wadze piórkowej. Po wygraniu trzech walk (w ćwierćfinale z Andrejkowskim) uległ w półfinale późniejszemu mistrzowi Rudiemu Finkowi. Na mistrzostwach Europy w 1981 w Tampere zdobył swój trzeci złoty medal w trzeciej kolejnej kategorii lekkiej (do 60 kg). Wygrał pięć pojedynków, w tym finałowy z Carlo Russolillo z Włoch. Zakończył karierę bokserską w 1982.
Wiktor Rybakow był mistrzem ZSRR w wadze koguciej w 1975 i 1976, w wadze piórkowej w 1977, 1978, 1979 i 1980 oraz w wadze lekkiej w 1982.
Później był trenerem reprezentacji ZSRR, a następnie NRD. W 1985 został aresztowany pod zarzutem przemytu zagranicznych towarów do ZSRR i skazany na sześć lat więzienia. Został zwolniony po trzech latach i wyemigrował do Kanady. Tam stoczył jedną zawodową walkę bokserską (wygraną przez techniczny nokaut. W połowie lat 90. powrócił do Rosji i z powodzeniem zajął ie działalnością gospodarczą. Był również wiceprzewodniczącym Rosyjskiej Federacji Boksu.